# زوککومون
زوککومون (به انگلیسی: Zokkomon) فیلمی هندی محصول سال ۲۰۱۱ و به کارگردانی ساتیاجیت باهاتکال است. در این فیلم بازیگرانی همچون دارشیل سفری، مانجاری فاندیس، انوپم کهیر و شبا چادها ایفای نقش کرده‌اند.